# Orongo (Osterinsel)
Koordinaten: 27° 11′ S, 109° 27′ W

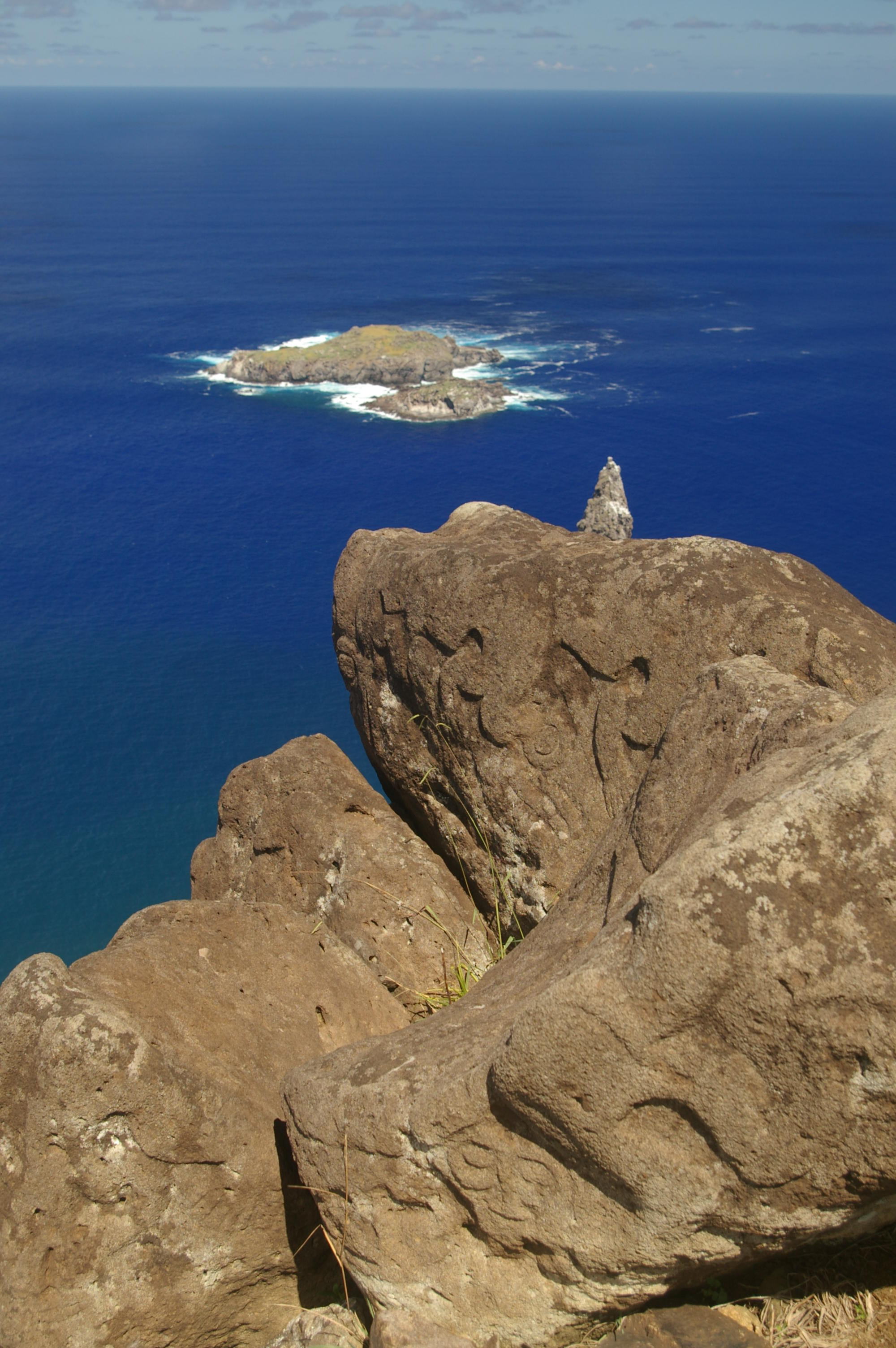
Blick von Orongo auf Motu Nui mit Vogelmann-Petroglyphen im Vordergrund

Orongo ist eine bedeutende Kultstätte auf der Osterinsel. Sie steht in enger Verbindung mit dem Vogelmannkult und ist hinsichtlich ihrer Lage, Größe und Ausgestaltung im gesamten Pazifik einzigartig.
Rongo ist – mit allen Variationen in den verschiedenen polynesischen Dialekten – der Name einer Gottheit, die speziell mit Gesängen, mit dem Sprechen bzw. dem Vortragen und dem Zuhören assoziiert ist. Tanz- und Musikgruppen sowie alle Objekte, die Töne oder Geräusche von sich geben, sind mit dem Kult von Rongo verknüpft, auf Mangaia zum Beispiel das Schneckenhorn. Rongos Inkarnation ist der Regenbogen und seine Stimme ist im Donner zu hören. Er ist der Gott der landwirtschaftlichen Produkte, speziell der Süßkartoffel. Es ist nicht ausgeschlossen, dass Rongo sich in den Jahrhunderten der Isolation auf der Osterinsel zu Makemake gewandelt hat, der an der Kultstätte Orongo besonders verehrt wurde. Rongo heißt aber auch Geräusch, Ton, Laut und wird ebenfalls im Sinne von Gesang, Sprechgesang, Rezitation verwendet. Orongo könnte man also frei übersetzen: Der Ort an dem Gesänge vorgetragen werden.

## Lage
Bereits die exponierte Lage der Kultstätte deutet auf die rituelle Bedeutung des Ortes hin. Orongo liegt auf einer schmalen Klippe der Südwestspitze der Osterinsel. Auf der einen Seite fällt die Steilwand 300 Meter zum Meer hin ab, auf der anderen Seite 200 Meter zum Kratersee des Vulkankraters Rano Kao. Von hier bietet sich ein überwältigender Blick über den Pazifischen Ozean mit den drei der Osterinsel vorgelagerten Motus, die im Rahmen der Kulthandlungen von besonderer Bedeutung waren.

## Beschreibung
Beim Betreten der Anlage fallen die aus Steinplatten gebauten Häuser und die zahlreichen Petroglyphen ins Auge. Die weiteren Relikte – Observatorium, Ahus, Paenga-Häuser, Rundhäuser –, die sich überwiegend in den Randbereichen bzw. unmittelbar außerhalb der Anlage befinden, sind nicht mehr ohne weiteres zu identifizieren.

### Häuser

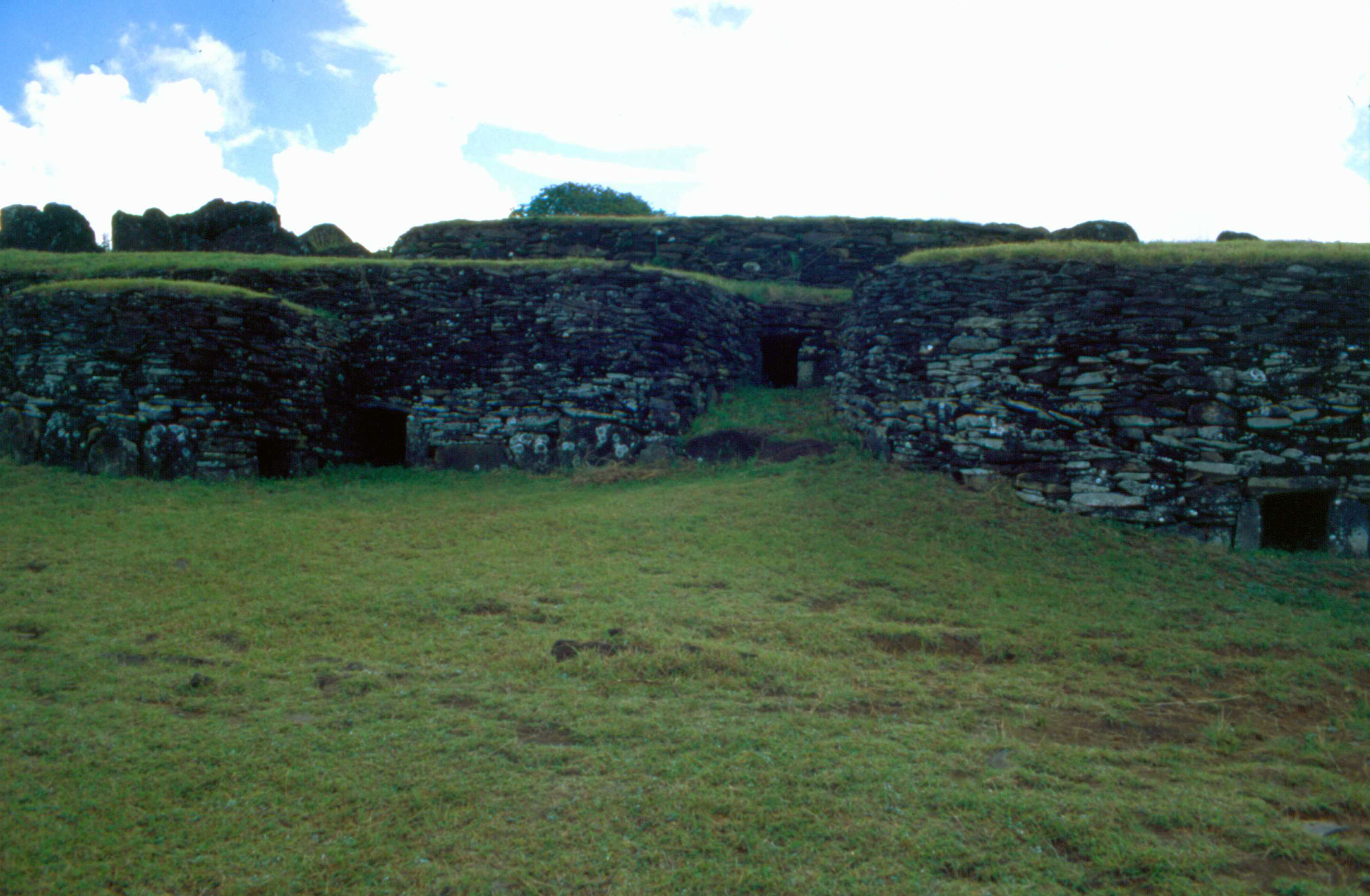
Steinhäuser der Kultstätte Orongo

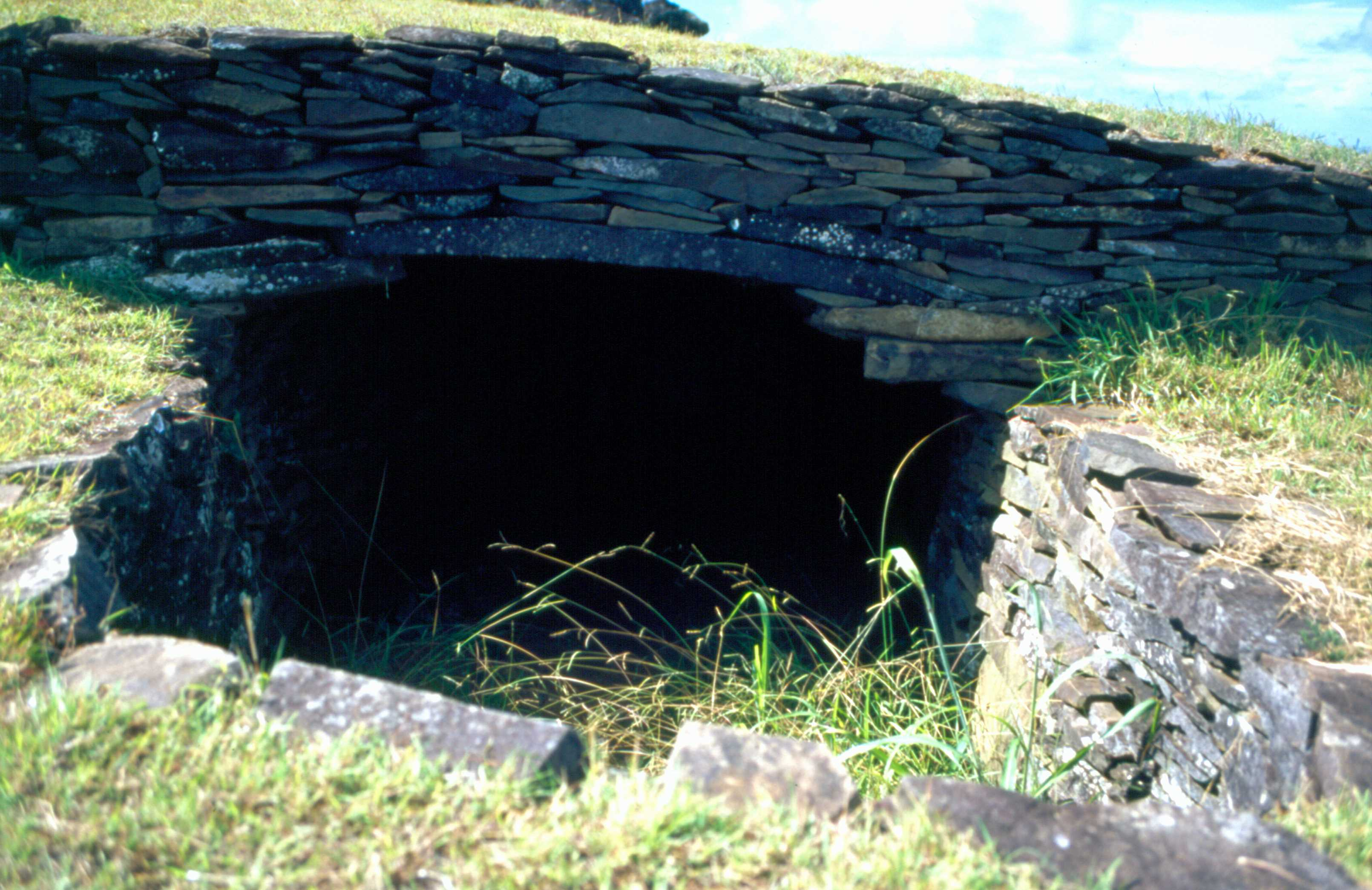
Gewaltsam gebrochener Eingang zu einem Haus, das Kraggewölbe ist gut zu erkennen

Bemalte Steinplatten; Foto von William Thomson

In Orongo gibt es 52 gut erhaltene Steinhäuser. Sie sind aus flachen Natursteinplatten errichtet, die im Erdreich verankert und ohne Mörtel aufeinander geschichtet sind. Die Außenmauern sind doppelschalig gebaut, mit einer dazwischen liegenden Füllung aus Erde und Geröll. Die fensterlosen Häuser haben einen länglich-ovalen Grundriss mit lediglich einem tunnelartigen, ca. 50 cm hohen Eingang und sind daher nur kriechend zu betreten. Abweichend sind zwei Häuser als Rundbauten, jedoch in ansonsten gleicher Bauweise angelegt.
Innen gibt es in der Regel nur einen Raum, selten zwei bzw. einen kleinen Anbau. Die rückwärtige Innenwand besteht zum Teil aus senkrecht stehenden, großen Steinplatten, die ursprünglich farbig (rotbraun, schwarz und weiß) bemalt waren. Die Malereien hat die deutsche Südseeexpedition 1882 noch in gutem Zustand vorgefunden. Nachfolgende Besucher entfernten mehrere Platten und brachen dafür einige Häuser gewaltsam auf. Die noch verbliebenen wurden in jüngerer Zeit aus konservatorischen Gründen ebenfalls entfernt und befinden sich heute im Museum von Hangaroa. Die Thor-Heyerdahl-Expedition identifizierte 1952 noch insgesamt 11 Motive: Schiffsdarstellungen, ein Ao-Tanzpaddel, ein Gesicht (der Schöpfergott Makemake?), Vulven und Vogelmänner.
Zum Dach hin schieben sich die Mauersteine der Häuser immer mehr nach innen vor, sodass ein Kraggewölbe entsteht, das mit größeren Platten abgedeckt und mit Erde sowie Grassoden isoliert ist. Vor einigen Eingängen wurden mit Steinplatten ausgelegte Erdöfen (nach abweichender Meinung sind es Vorratsgruben) gefunden.
Die Länge der Haus-Innenräume variiert zwischen 6 und 16 Metern, die Breite liegt bei durchschnittlich 2,50 m, die Höhe bei etwa 1,40 m. Der kleinste Innenraum eines Hauses wurde mit 2,0 m² gemessen und der größte mit 27,7 m².
Verschiedene Expeditionen führten in den Innenräumen Ausgrabungen durch. Gefunden wurden Gegenstände des täglichen Gebrauches: Knochennadeln, Tätowierwerkzeuge, Obsidianklingen, Tierknochen. In mehreren Häusern entdeckten Thomson und Routledge sog. „Steinkissen“ (ngaru´a), Rollkiesel in Form von Ovoiden, die mit zahlreichen Vulva-Motiven verziert waren. Ihre Verwendung und Bedeutung ist unbekannt.
Im Zentrum der Anlage liegt eine Art gepflasterter Hof, der im Halbrund von mehreren Häusern umgeben ist, deren Eingänge teilweise unmittelbar nebeneinander liegen. Der Bericht der amerikanischen Osterinselexpedition der USS Mohican von 1886 enthält das Foto einer Häusergruppe mit vierfachem Eingang und einer Statue als Mittelpfosten (Haus R-42). Es gab noch weitere verzierte bzw. skulptierte Zargen, die jedoch entfernt wurden und sich heute in Sammlungen in Europa und Amerika befinden.
Im Innern eines großen Hauses (Haus R-13) entdeckte der Schiffsarzt Palmer von dem britischen Schiff Topaz 1868 einen Moai, den einzigen in Orongo. Die 2,40 m große, 4 Tonnen schwere Basalt-Statue mit dem Namen Hoa-haka-nana-ia steckte bis zum Nabel im Erdboden und war rot und weiß bemalt (heute sind nur noch geringe Farbreste vorhanden). Die Rückseite der Skulptur ist mit Reliefs von Vogelmännern, Ao (Tanzpaddeln) und Vulven bedeckt. Die deutsche Ethnologin Heide-Margaret Esen-Baur hält sie für das Hauptheiligtum des Vogelmannkultes auf der Osterinsel. Thor Heyerdahl ist der Auffassung, dass die Figur als Prototyp aller Moais der klassischen Periode gedient habe. Sie befindet sich heute im Britischen Museum London.

### Petroglyphen

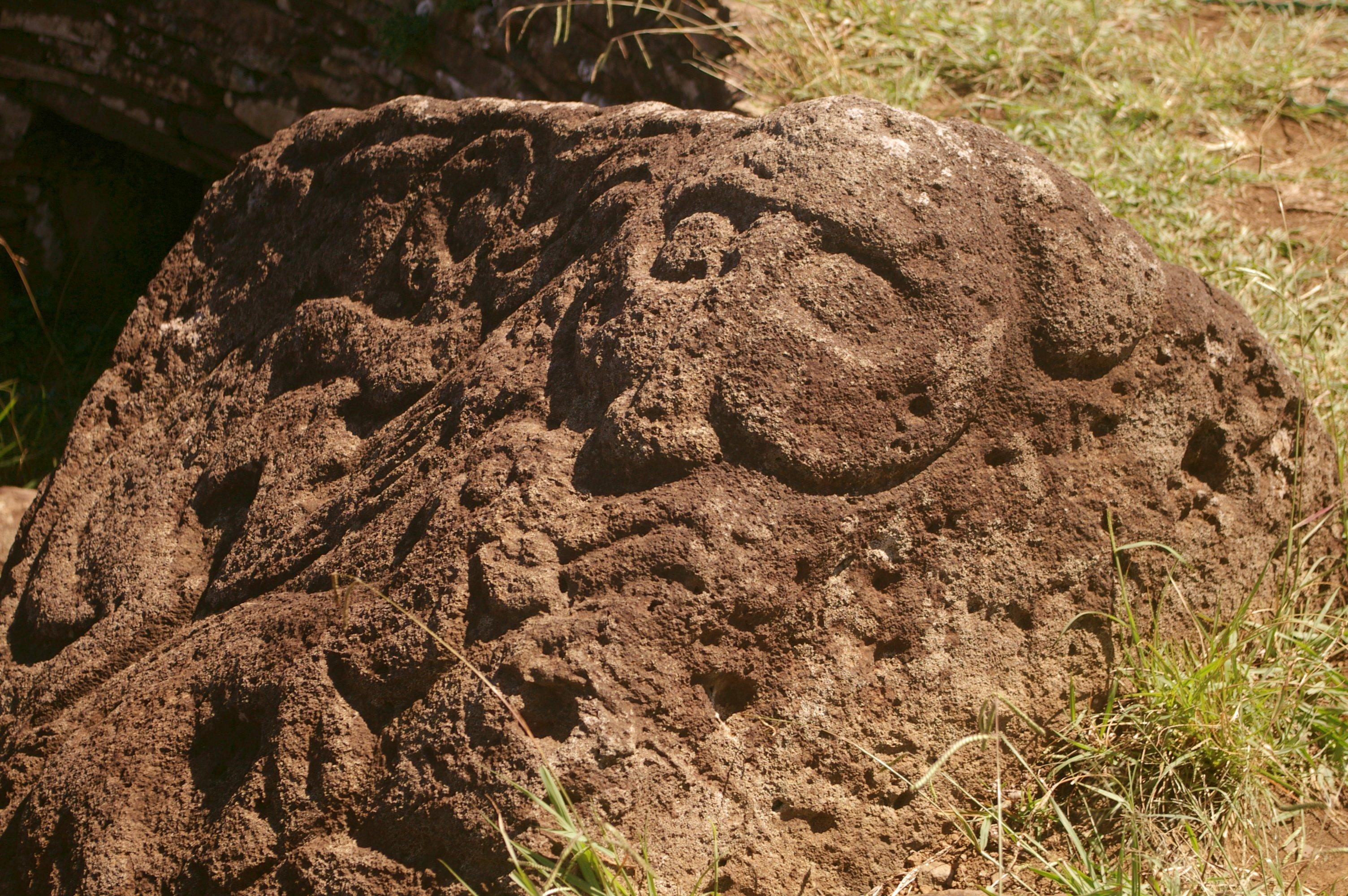
Der Schöpfergott Makemake; Petroglyphe in Orongo

Das gesamte Gebiet ist mit zahlreichen Felszeichnungen (Petroglyphen) unterschiedlicher Größe bedeckt. Die französisch-belgische Expedition von 1934/35 listete 53 Felsblöcke auf mit insgesamt über 200 Darstellungen. Die Motive kehren immer wieder. In der Reihenfolge ihrer Häufigkeit sind das:
- Vogelmann, eine zoomorphe Mischung von Mensch und Fregattvogel
- Vogel (möglicherweise eine Seeschwalbe)
- Gesicht bzw. Maske (wahrscheinlich der Schöpfergott Makemake)
- Vulva
- Schiff
- Ao-Tanzpaddel

sowie, insbesondere in der Nähe des Einganges der Anlage, einige Meerestiere (Fisch, Wal, Robbe (?), Schildkröte) und nicht näher identifizierte grafische Motive. Quantitativ überwiegen die Vogelmanndarstellungen. Die Qualität der Petroglyphen ist unterschiedlich, es sind sowohl Reliefs in höchster künstlerischer Vollendung als auch einfache, unbeholfen erscheinende Ritzzeichnungen erhalten. Die Verteilung folgt keiner nachvollziehbaren Systematik. Der Zweck der Darstellungen im Rahmen der Kulthandlungen ist heute nicht mehr nachzuvollziehen. Man vermutet, dass sich die Stämme, die den jeweiligen Vogelmann stellten, hier „verewigt“ haben.

### Ahu
Im Nordosten der Anlage legte die Heyerdahl-Expedition die Reste zweier Ahu (Zeremonialplattformen) frei. Es sind grob aus weitgehend unbearbeiteten Steinen aufgeschichtete Plattformen ohne Steinfiguren. Sie sind heute nur noch als ungeordnete Steinansammlungen erkennbar. In der Regel stehen Ahu mit Wohnanlagen in enger räumlicher Verbindung.
Der US-amerikanische Anthropologe William Mulloy grub 1974 die Grundmauern eines Paenga-Hauses (Wohnhaus der Elite) aus. Weitere Paenga-Häuser sowie Fundamente steinerner Rundhäuser und gemauerter Erdöfen wies Patrick C. McCoy, Anthropologe am Bernice P. Bishop Museum, bereits 1961 nach.
Diese Funde belegen, dass Orongo nicht ausschließlich von ritueller Bedeutung war, sondern eng mit dauerhaft bewohnten Siedlungen verbunden war. Gestützt wird dies durch den Nachweis landwirtschaftlicher Anbauterrassen an den inneren Hängen des Kraters Rano Kau.

### Observatorium
Der Archäologe Edwin Ferdon legte 1952 in einem etwas abseits gelegenen Bereich der Anlage eine (heute kaum noch zu erkennende) Steinsetzung frei, die er als „Observatorium“ identifizierte. Er entdeckte bearbeitete Steine mit gebohrten Löchern und fand heraus, dass mit hineingesteckten Schattenstäben der Sonnenstand bei der Sommer- und Wintersonnenwende und dem Äquinoktium ermittelt werden konnte. Außerdem fanden sich im Umkreis zahlreiche Petroglyphen und die kleine Steinstatue eines körperlosen Kopfes.

## Kultische Bedeutung
Orongo muss in enger Verbindung mit dem Vogelmannkult gesehen werden, stand aber auch im Zusammenhang mit Fruchtbarkeitsriten, wie die häufigen Vulva-Darstellungen vermuten lassen. Außerdem diente die Kultstätte der Verehrung des Gottes Makemake, nach polynesischer Überlieferung der Schöpfer der Welt und Herr der Vögel.
Der Vogelmannkult ist nach Auffassung einiger Ethnologen der zentrale Kult der Osterinsel. Offensichtlich ist er jedoch nicht auf die Osterinsel beschränkt, Vogelmanndarstellungen sind u. a. auch aus Samoa, der Sepik-Region in Neuguinea und aus einigen südamerikanischen Kulturen bekannt.
Die Vogelmannriten auf der Osterinsel sind mündlich überliefert, weichen jedoch in Ermangelung schriftlicher Aufzeichnungen in den Details ab. Die nachstehende Kurzfassung folgt der Darstellung des Ethnologen Alfred Métraux:

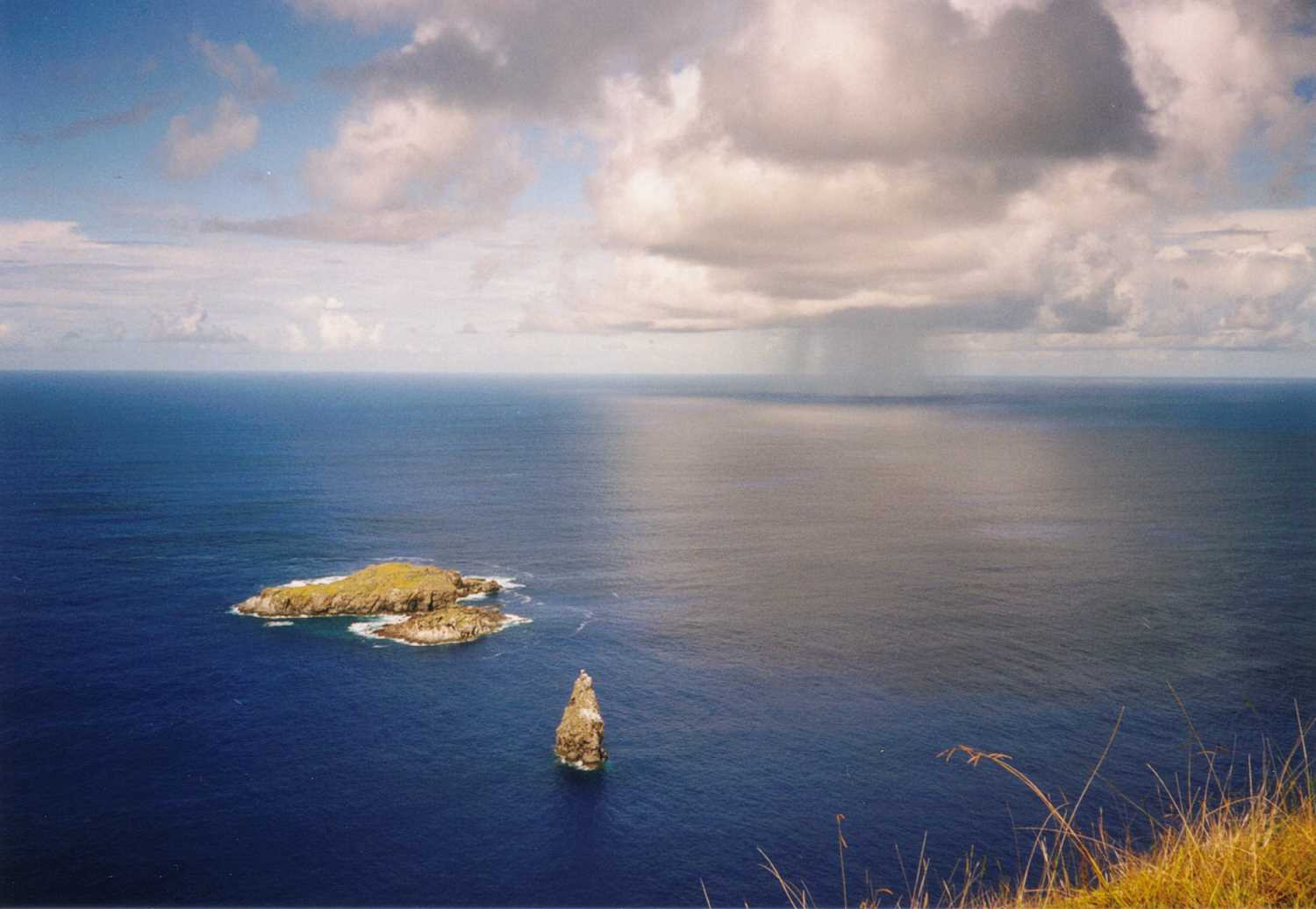
Blick auf die drei vorgelagerten Motus (hinten Motu Nui)

Im Juli jedes Jahres zogen die Stämme vom Dorf Mataveri in einer Prozession nach Orongo. Dies war der Zeitpunkt zu dem die Seeschwalben auf den vorgelagerten Motus ihre Eier legten. Die Kriegshäuptlinge der Stämme führten einen Wettstreit durch, wem es gelänge, das erste Ei der Rußseeschwalbe (Sterna fuscata) an Land zu bringen. Dabei traten sie nicht persönlich in den Wettbewerb ein, sondern ließen sich von Untergebenen, den hopu, vertreten. Diese kletterten die steilen Klippen hinunter und schwammen mithilfe von Schilfbündeln, auf denen sie etwas Vorrat mitführten, zum Motu Nui, ein wegen der Steilküste, der starken Brandung und der Haifische höchst gefährliches Unternehmen. Dort warteten sie in Höhlen das Brutgeschäft der Seeschwalben ab. Der manchmal mehrere Wochen dauernde Aufenthalt war beendet, sobald ein hopu ein Seeschwalbenei entdeckte. Er legte das Ei in ein Stück Tapa, band es sich um den Kopf und trat den gefährlichen Rückweg an. Das Ei überreichte er seinem Häuptling, der von da an den Titel des Vogelmannes (tangata manu) trug. Er rasierte sich sämtliche Körperhaare, bemalte sich mit roten und schwarzen Streifen und zog in einer Prozession – den Schilderungen nach in Trance verfallen – nach Mataveri. Dort gab es ein mehrere Tage dauerndes Fest, bei dem es nach den Überlieferungen auch zu sexuellen und kannibalischen Exzessen kam.
Der Vogelmann war in den folgenden Monaten von besonderer Heiligkeit umgeben. Er genoss große Macht, ihm wurden Zauberkräfte nachgesagt, er lebte aber auch in besonderer Abgeschiedenheit und musste sich zahlreichen Einschränkungen unterwerfen, so durfte er zum Beispiel keine Nahrung mit der Hand berühren. Trotz einiger Nachteile war der Titel des Vogelmannes sehr begehrt und mit einem hohen politischen und religiösen Prestige verbunden.

## Alter und Verwendungszweck
Mehrere Archäologen haben inzwischen Datierungen nach unterschiedlichen Methoden vornehmen lassen. Sie umfassen die Zeitspanne von 800 n. Chr. (früheste Zeitangabe) bis 1810 (späteste Zeitangabe). Die weit überwiegende Zahl der Datierungen liegt jedoch im 15. und 16. Jahrhundert n. Chr., sodass angenommen werden kann, dass die Blütezeit der Kultstätte in diesem Zeitraum lag.
Lange bestand die Vermutung, dass der Vogelmannkult in späterer Zeit die Verehrung der Ahnen, die sich in der Errichtung der kolossalen Statuen der Osterinsel manifestierte, abgelöst habe. Nach den Datierungen ist diese Ansicht wohl nicht mehr haltbar, sondern es muss von einem – zumindest zeitweiligen – parallelen Bestehen beider Kulte ausgegangen werden.
Die neueren archäologischen Untersuchungen lassen den Schluss zu, dass die riesigen Steinstatuen (Moais), die Orongo-Petroglyphen und die Rongorongo-Schrifttafeln auf dieselbe Bevölkerung zurückzuführen sind. Ältere Ansichten, die eine Existenz zweier verschiedener Kulturen („Langohren“ und „Kurzohren“ nach Thor Heyerdahl) auf der Osterinsel postulierten, dürften nicht mehr aktuell sein.

## Entdeckung und Erforschung
Obwohl die Osterinsel bereits 1722 von Jakob Roggeveen für Europa entdeckt wurde, war der erste Europäer, der die Kultstätte betrat, wahrscheinlich Pater Eugène Eyraud, der 1864 zunächst für neun Monate und später von 1866 bis 1868 als Missionar auf der Osterinsel weilte. Er hat selbst keine Beschreibung hinterlassen. Seine Nachfolger Roussel und Zumbohm berichteten jedoch in Briefen an ihre Ordensoberen ausführlich über den Vogelmannkult. Nach deren Beschreibung fand die letzte Vogelmann-Zeremonie 1862 statt. Ab diesem Zeitpunkt wurde Orongo nicht mehr rituell genutzt und war dem Verfall ausgesetzt.
1868 besuchte das englische Schiff Topaz die Osterinsel. Die Mannschaft entfernte den Moai Hoa-haka-nana-ia aus einem der Steinhäuser und nahm ihn mit nach England.

Lageplan der Geiseler-Expedition 1882

Vom 20. bis 25. September 1882 besuchte das deutsche Kanonenboot Hyäne während einer ausgedehnten Südseeexpedition auch die Osterinsel. Kapitänleutnant Geiseler hatte von der kaiserlichen Admiralität den Auftrag erhalten, wissenschaftliche Untersuchungen für die ethnologische Abteilung der königlich preußischen Museen in Berlin vorzunehmen. Im Rahmen dieser Expedition wurden die ersten systematischen Untersuchungen der Kultstätte Orongo vorgenommen, mit detailgenauen Beschreibungen, Fundskizzen und einem Übersichtsplan.
Die ersten Fotografien von Orongo sowie einen weiteren Lageplan und eine detaillierte Beschreibung fertigte der Zahlmeister William Thomson, der vom 18. bis 31. Dezember 1886 an Bord des amerikanischen Schiffes Mohican die Osterinsel besuchte. Er entfernte einige Petroglyphen, die sich heute im Besitz der Smithsonian Institution in Washington D.C. befinden.
Untersuchungen auf wissenschaftlicher Grundlage nahm erstmals die Britin Katherine Routledge in den Jahren 1914/15 vor. Sie hatte, obwohl keine ausgebildete Archäologin, die Unterstützung des Britischen Museums und der Universitäten Oxford und Cambridge. Routledge fertigte einen detailgenauen Lageplan und eine exakte Beschreibung sämtlicher Häuser an. Sie legte auch eine Beschreibung und Interpretation der Vogelmann-Riten vor, die sich auf eine Auswertung der mündlichen Überlieferungen der Einwohner stützte.
Die französisch-belgische Expedition 1934/35 mit dem Ethnologen Alfred Métraux und dem Archäologen Henri Lavachery hatte die Untersuchung von Orongo zum Ziel. Lavachery legte einen vollständigen Katalog der Orongo-Petroglyphen vor, während Métraux eine umfassende (Neu-)Interpretation des Vogelmannkultes vornahm.
Die ersten modernen archäologischen Untersuchungen, die u. a. auch stratigraphische Grabungen und Radiokohlenstoffdatierungen umfassten, erfolgten von Edwin Ferdon im Rahmen der Heyerdahl-Expedition 1955/56 und William Mulloy, 1974.
1983 verfasste die Ethnologin Heide-Margaret Esen-Baur von der Johann Wolfgang Goethe-Universität in Frankfurt am Main ein umfassendes Standardwerk zur Bedeutung der Kultstätte Orongo.

## Heutiger Zustand und touristische Hinweise
Orongo ist ein wichtiges Ziel aller Osterinsel-Touristen. Die Kultstätte ist etwa 8 Kilometer von Hangaroa entfernt. Eine gute Asphaltstraße führt von Hangaroa nach Orongo. Von einem Parkplatz ist ein kurzer Fußmarsch erforderlich. Da die Ausgrabungsstätte ungesichert unmittelbar auf einer schmalen, steil zum Meer abfallenden Klippe liegt, können Personen mit Höhenangst an einigen Stellen Probleme bekommen.
Die noch von Geiseler beschriebenen, bemalten Steintafeln in den Häusern sind inzwischen entfernt bzw. verwittert. Einige sind im Museum von Hangaroa ausgestellt. Ansonsten sind die Steinhäuser in gutem Zustand, die Innenräume sollen jedoch nicht betreten werden. Die auf den Steinblöcken angebrachten Petroglyphen sind unmittelbar zugänglich.